# Moon Child
Der Film Moon Child lief am 19. April 2003 in den japanischen Kinos an und ist eine Mischung aus Vampirfilm, Actionfilm und Yakuza-Film. Er ist insgesamt als Drama einzustufen. Moon Child basiert lose auf dem Buch „Moon Child: Requiem“, das von dem japanischen Musiker Gackt geschrieben wurde. Er spielt neben L’Arc~en~Ciels Sänger Hyde eine der zwei Hauptrollen. In Deutschland wurde der Film erstmals am 18. April 2004 im Rahmen des Nippon Connection Film Festivals gezeigt.

## Handlung
1999 sind ein alter Vampir und dessen junger Begleiter auf der Flucht. Der Ältere hat genug von seinem Dasein und rät dem jüngeren, einen neuen Gefährten für sich zu finden. Er wünscht sich, noch einmal das Meer in der Sonne zu sehen.
2014: Die Geschichte findet nun in der fiktiven chinesischen Großstadt Mallepa statt, wo Chinesen, Kantonesen, Taiwaner und Japaner nebeneinander leben. Die Stadt wird durch Triaden kontrolliert und versinkt in Kriminalität.
Die japanischstämmigen Straßenkinder Shô, dessen älterer Bruder Shinji und ihr Freund Toshi entwenden eines Tages einem Triadenboss einen Geldkoffer und flüchten damit. Dabei findet Shô einen geschwächten Fremden (gespielt von Hyde), dessen Hand vom einfallenden Sonnenlicht zerfressen wird und bringt ihn in Sicherheit. Als die Kinder das Diebesgut besichtigen, taucht dessen Besitzer auf. Als dieser die Jungen töten will, fällt ihn der Fremde an und saugt ihm das Blut aus der Kehle. Während Toshi geschockt flieht, betrachtet Shô den Vampir als seinen Lebensretter.
2025 ist der erwachsene Shô (gespielt von Gackt) noch immer unter den Fittichen des Blutsaugers Kei. Die beiden sind zusammen mit Toshi, der in Mallepa eine Pizzeria betreibt, zu einer Kleingaunerbande herangewachsen. Ihre Taktik besteht darin, mit Schlafmitteln versetzte Pizza an Triadenstützpunkte zu liefern und diese auszurauben, sobald die Medikamente wirken. Bei einem dieser Überfälle treffen Shô und sein Mentor auf den Taiwaner Son (Leehom Wang), der sich für einen Übergriff auf seine jüngere Schwester rächen will und verbünden sich mit ihm. Nachdem Son dank Shô seine Rache bekommen hat, lernen Shô und Kei dessen stumme Schwester Yi Che kennen. Kei verliebt sich in das Mädchen, das allerdings mehr an Shô interessiert zu sein scheint, der ihr wiederum ebenfalls nicht abgeneigt ist. Die fünf, Shô, Kei, Toshi, Son und Yi Che wachsen zu einer Art Familie zusammen und verleben eine glückliche Zeit miteinander, ohne dass Son und Yi Che wissen, dass Kei ein Vampir ist.
Yi Che, die ihre fehlende Fähigkeit zu sprechen durch ihre künstlerische Begabung kompensiert, gibt zur Vollendung ihres größten Werkes eine Einweihungsfeier. Kei, dem bewusst wird, dass sein Leben mit Shô im Gegensatz zu seinem eigenen nicht ewig anhalten wird, ist aus Trotz in Hungerstreik getreten und wird immer schwächer. Die Feier wird von zwei Gaunern der chinesischen Mafia gestört, die Shô schon länger im Visier hatten. Toshi wird bei der folgenden Schießerei erschossen. Son unternimmt nichts und Kei kann Toshi aufgrund seines ausgehungerten Zustands nicht rechtzeitig helfen, bringt die Mörder aber zur Strecke. Aufgrund seiner erwachten Blutgier reagiert er nicht auf Shôs Rufe und die entsetzten Gesichter der anderen, als sie seine wahre Natur erkennen.
Neun Jahre später ist Shô zum einflussreichen Yakuza aufgestiegen, der den Westbezirk Mallepas unter seiner Kontrolle hat und deshalb nach wie vor mit der chinesischen Mafia im Clinch liegt. Shôs ehemaliger Kumpel Son hat sich als Chinese dieser angeschlossen, dementsprechend gespannt ist nun auch das Verhältnis zwischen den beiden. Der seit diesem Vorfall verschwundene Kei hat sich der Polizei ausgeliefert und wartet nun, angeklagt wegen Mordes, auf seine Hinrichtung. Shô, inzwischen mit Yi Che verheiratet und Vater der Tochter Hana, erfährt erst durch einen Fernsehbericht davon und besucht seinen alten Freund im Gefängnis.
Vier von Shôs Bandenmitgliedern werden auf offener Straße von Triaden erschossen und wenig später auch Shinji. Der Mord an Shinji geschieht in Sons Beisein, doch auch diesmal greift er nicht ein. Als er und Shô sich an Shinjis aufgebahrten Leichnam begegnen, kann Yi Che ihren Mann gerade noch daran hindern, ihren Bruder zu erschießen, indem sie ihr Kindheitstrauma überwindet und zum ersten Mal spricht.
Ein paar Monate später: Yi Che ist unheilbar an einem Gehirntumor erkrankt. Auch an ihrem Krankenbett begegnen sich Shô und Son abermals. Diesmal entschuldigt Son sich bei Shô, der daraufhin erwidert, dass sie bei ihrer nächsten Begegnung aufeinander schießen würden. In seiner Verzweiflung ruft er in Keis Gefängnis an und bittet ihn um Hilfe. Das lässt den Lebensfunken in Kei wieder erwachen und er flieht zurück nach Mallepa. An Yi Ches Krankenbett erfährt Shô, dass diese eigentlich Kei die ganze Zeit geliebt hat. Trotzdem bittet er Kei, sie in einen Vampir zu verwandeln, um sie zu retten. Kei weigert sich. Shô, fasst den Entschluss, Mr. Chan umzubringen, den Auftraggeber von Son und Verantwortlichen für die Morde an Shôs Bandenmitgliedern und seinem Bruder. Kei begleitet ihn und muss ihm versprechen, im Fall seines Todes Yi Che zu retten.
Es kommt zum Showdown mit Chan und dessen Triaden. Als Shô sich bis zum auf ihn wartenden Son durchgekämpft hat, zerschießt er, um Kei am Eingreifen zu hindern, das Dach der Fabrik so weit, bis nur noch ein winziges schattiges Fleckchen übrig ist, in dem Kei von der Sonne verschont bleibt. Daraufhin verschwinden Son und Shô miteinander in den Gängen der Fabrik, um ihren Konflikt ausfechten zu können. Der nun in einem Käfig aus Sonnenlicht gefangene Kei schafft es aber, sich zu befreien.
Unterdessen haben sich Shô und Son auf ein Duell geeinigt, das Shô, der letztendlich doch nicht auf Son geschossen hatte, verliert. Da betritt Kei die Szene, sieht seinen Freund im Sterben liegen und erschießt Son.
2045: Die inzwischen 18-jährige Hana ist Malerin geworden. Am Abend vor ihrer Abreise ins Ausland bedankt sie sich bei Kei, der sich all die Jahre um sie gekümmert hat. Als sie verschwunden ist, taucht Shô auf, den Kei zum Vampir gemacht hat. Da Hana nun erwachsen ist, fahren Kei und Shô an den Strand, wo sie den Sonnenaufgang erwarten. Die letzte Szene des Films zeigt Shôs leeres Auto, das ins Licht der Morgensonne getaucht ist.